# Bota por encima de la rodilla

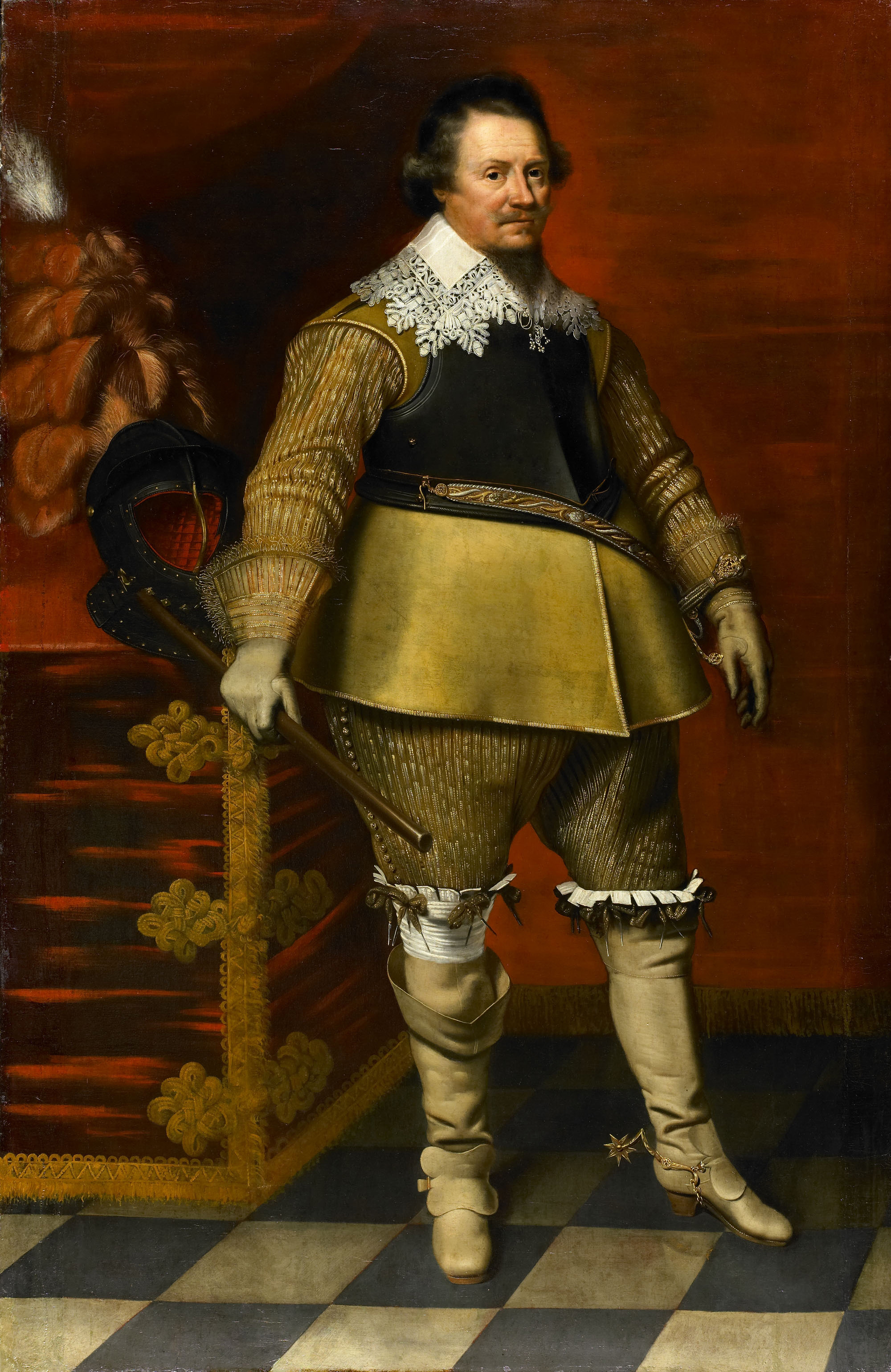
Retrato de Ernesto Casimiro de Nassau-Dietz (1573–1632), con botas de equitación sobre la rodilla.

La bota por encima de la rodilla (o cuissardes, que incluyen botas de muslo, botas de caña, botas de cadera y botas de pescador) son botas largas que cubren total o parcialmente la rodilla. Creadas originalmente como botas de equitación para hombre en el siglo XV, en la última parte del siglo XX, el estilo se redefinió como una bota de moda para la mujer. Las botas que cubren la rodilla también se utilizan como botas de trabajo en circunstancias que requieren una protección adicional para las piernas —por ejemplo, las botas de cadera—.

## Como calzado de hombre
Las botas sobre la rodilla se hicieron populares como botas de equitación para hombres en el siglo XV, cuando la creciente popularidad del jubón y de las mangas ligeras hizo que se requiriera una protección extra para las piernas cuando se montaba a caballo. Esto también se relacionó con la disminución del uso de las armaduras de láminas completas a medida que se generalizaba el uso de armas de fuego en la guerra. La caballería pesada de los siglos XVI y XVII solamente tenía una armadura limitada, en forma de yelmo y coraza. Las botas de piel gruesa hasta el muslo proporcionaban una protección adicional para las piernas. Hoy en día, muchos regimientos de caballería todavía conservan estas botas altas para el vestido ceremonial.
Las botas de montar de este estilo estaban muy difundidas en los siglos XVII y XVIII, y siguieron siendo de uso común hasta finales del siglo XIX. Son la probable fuente del término bootlegging, que originalmente surgió de la práctica de ocultar frascos de alcohol en las piernas de las botas. Debido a estas asociaciones históricas, las cuissardes o botas por encima de la rodilla, llegaron a transmitir una imagen de potente masculinidad, evocando imágenes de caballeros, piratas o mosqueteros.

## Como calzado de mujer

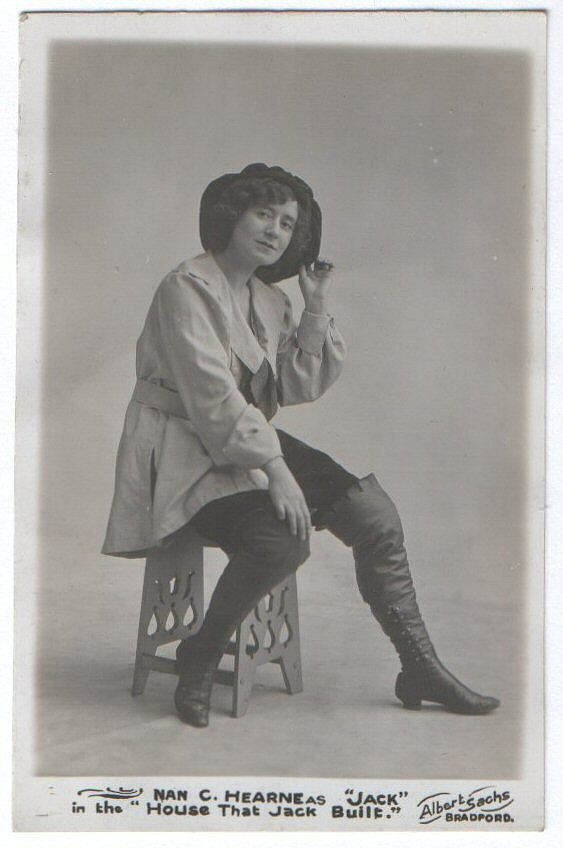
Bota por encima de la rodilla usada en una representación teatral a principios del.

Los primeros ejemplos de mujeres que llevan botas por encima de la rodilla provienen del tradicional papel principal del niño en el teatro de pantomima, en el que el joven protagonista masculino de la obra es interpretado por una joven actriz vestida de niño. Estos papeles de pantalones también fueron una rara oportunidad para una actriz de principios del siglo XX de llevar un traje revelador, aumentando potencialmente el tamaño de la audiencia. Cuando interpretaba personajes históricos como Dick Whittington, el niño principal a menudo llevaba botas sobre las rodillas como parte de su disfraz, enfatizando su carácter heroico y de espadachín.
La adopción de las botas sobre la rodilla como artículo de moda para las mujeres comenzó a principios de los años sesenta del siglo XX. En 1962, la colección de otoño de Balenciaga incluía una bota alta de Mancini que cubría la rodilla, y al año siguiente, la colección de alta costura de Yves Saint Laurent incluía botas de piel de caimán hasta el muslo del diseñador Roger Vivier, basadas en un diseño originalmente producido por Vivier para el bailarín Rudolf Nureyev en el ballet El lago de los cisnes. La adaptación de las botas hiper-masculinas como calzado de moda para mujeres ha sido interpretada como parte de una tendencia más amplia de los años 60 contra la feminidad del New Look de la posguerra de Christian Dior.

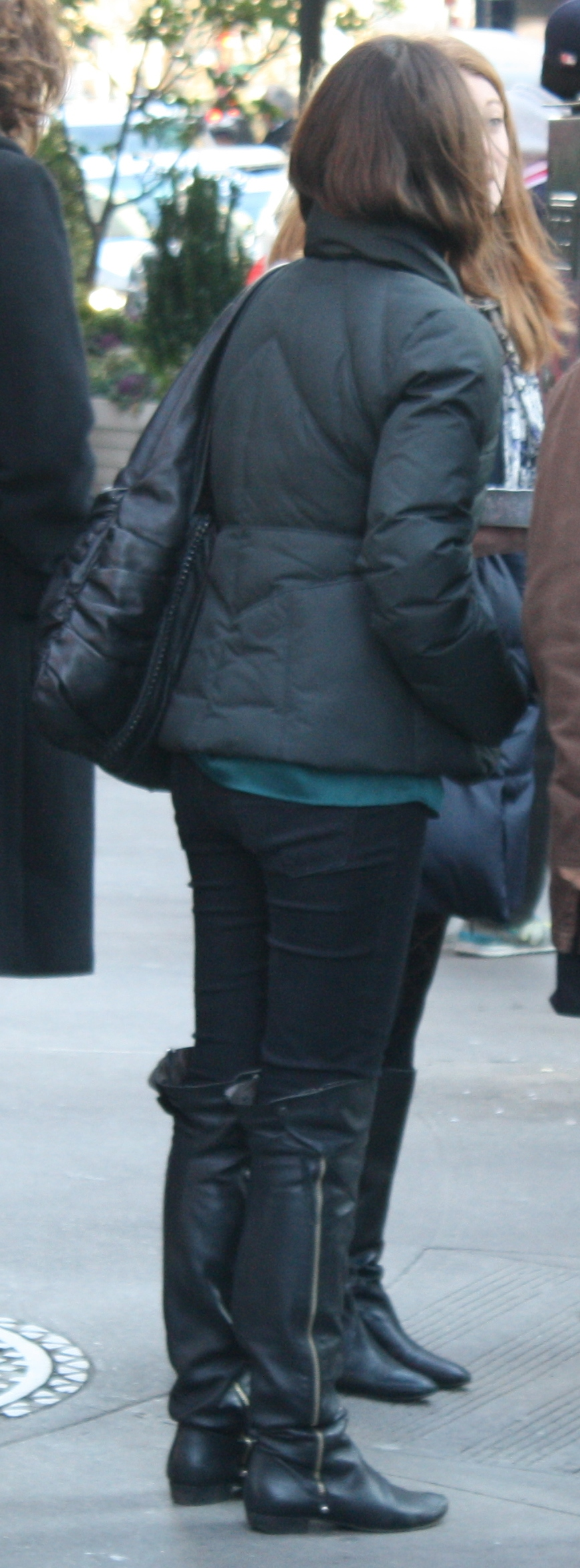
Mujer con botas de moda por encima de la rodilla, en el año 2011.

El aumento de los dobladillos y la disponibilidad de nuevos materiales artificiales de colores brillantes como el PVC, se combinaron para hacer de las botas una opción de moda atractiva para las mujeres más jóvenes. A medida que las faldas se hacían más cortas a finales de la década de 1960, resurgió el interés por las botas con musleras o cuissardes. Pierre Cardin presentó botas con musleras de PVC negro brillante como parte de su futurista colección de alta costura de 1968, y Beth Levine diseñó botas sin costuras, de vinilo elástico y con medias de nilón lo suficientemente altas como para hacer el doble de trabajo como calcetines. Las botas de este período eran tan altas que estaban equipadas con tirantes para sostenerlas.
Durante las tres décadas siguientes, la popularidad de las botas sobre la rodilla como un artículo de moda para las mujeres creció y disminuyó. A principios del decenio de 1970, las botas multicolores de gamuza y lona para cubrir la rodilla producidas por la tienda londinense Biba, eran tan solicitadas que se formaban colas fuera de la tienda cuando se debía hacer una entrega. A finales del decenio se produjo una segunda oleada de botas hasta la rodilla y hasta el muslo; se trataba de una versión más larga de las botas de tacón hasta la rodilla, populares a finales del decenio de 1970, y se solían llevar sobre vaqueros. A finales de los años 80 reaparecieron las botas hasta la rodilla, que eran sueltas, de tacón bajo y de ante, a menudo de colores brillantes o decoradas con brocado. Para 1990, Karl Lagerfeld había incluido las botas de satén hasta el muslo en su colección de alta costura de otoño/invierno para Chanel, utilizando las botas como alternativa a los leggings; hubo una breve moda de «botas de montar» hasta el muslo a principios de la década de 1990, y los estilos sobre la rodilla fueron intermitentemente populares durante la primera década del siglo XXI. En 2009, las botas de montar hasta el muslo fueron objeto de gran atención por parte de la prensa de la moda, recibiendo una aprobación cautelosa y un nivel de aceptación general que nunca antes habían alcanzado; esta tendencia continuó en 2010, y para el año siguiente, los estilos sobre la rodilla se habían convertido en algo habitual.
Las botas de caña alta son más favorecedoras para las mujeres con piernas más largas: «Cuanto más corta eres, menos pierna hay por encima de la parte superior de la bota, cuando usas un calzado que termina por encima de la rodilla. Un tacón muy alto ayuda a dar la ilusión de altura, pero cuando hay mucho más bota visible que pierna; el efecto es escorzarte ópticamente».

## Como botas de trabajo

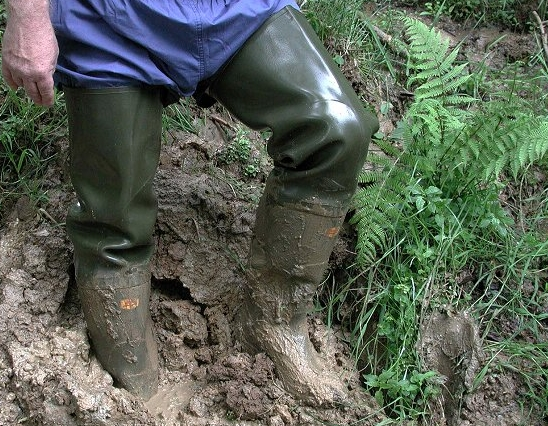
Botas de cadera usadas para protegerse del barro.

Las botas de cadera (a veces llamadas coloquialmente "vadeadoras"), son un tipo de bota que usan los pescadores de río. Las botas de cadera están típicamente hechas de goma, y cubren las piernas hasta la parte superior de los muslos o hasta la cintura. Están diseñadas para proteger al pescador cuando se adentra en aguas profundas y mantener los pies y las piernas calientes en otoño e invierno. Estas botas también son usadas por ecologistas y científicos ambientales que hacen pruebas en pantanos o lagos para determinar la calidad del agua.
A diferencia de las botas de cadera, las botas de vadeo son botas impermeables que se extienden desde el pie hasta el pecho. Los vadeadores están disponibles con botas acopladas o pueden tener pies de media acoplados —normalmente hechos del mismo material—, para usarlos dentro de botas más cortas. Además de utilizarse con fines de ocio, como la pesca con caña o la caza de aves acuáticas, las botas de vadeo industriales de gran resistencia se utilizan como ropa de protección en la industria química, la agricultura y en el mantenimiento del suministro de agua, el alcantarillado y otros servicios públicos.